# Ilona
Az Ilona női név, a Heléna régi magyarosodott alakváltozata, amelyet a középkor óta használnak ebben a formában. A magyar nyelvbe szláv közvetítéssel került, és szabályos nyelvi változásokkal alakult ki a mai alakja: Jelena → Jelona → Ilona.
Az Ilona azon ritka magyar nevek közé tartozik, mely a magyar nyelvből került be más népek névanyagába, a 20. század elejétől megtalálható a finn nyelvben, amihez hozzájárulhatott az is, hogy alakja a finn ilo (öröm) szóra hasonlít.

## Rokon nevek
- Ila:[1] az Ilona magyar becenevéből önállósult.[2]
- Illa:[1] az Ilona magyar becenevéből önállósult.[2]
- Ilon:[1] az Ilona magyar becenevéből önállósult.[2]
- Ilonka:[1] az Ilona magyar becenevéből önállósult.[2]
- Ilus:[1] az Ilona magyar becenevéből önállósult.[2]
- Jelena:[1] a Heléna orosz alakváltozata.
- Jelina:[1] a Jelena alakváltozata.

Helén, Heléna, Ilka
Becenevei: Ilon, Ilonka, Ili, Ilike, Ilus, Iluska, Ila, Ilácska, Ilka, Ica, Icu, Icuka, Illa, Ilók, Ilcsi, Icó, Inci, Cila, Lonci

## Gyakorisága
A középkor óta használatos, elterjedéséhez a keresztény hagyományon (Szent Heléna kultusza) kívül a középkori Trója-regény Szép Ilonája is hozzájárult, valamint a 16. századi Gergei Albert-féle széphistória Árgírus királyfiról és Tündérszép Ilonáról.
Igazán népszerűvé a 16. században vált, a század elején a 2., a végén a 9. helyen állt gyakoriságban, de a 17. században visszaesett a 13. helyre. A 18. században újból a lista elején volt a 6. helyen, majd a 19. század végén Budapesten a 4. legnépszerűbb név volt. A 20. század elején a 6., 1959-ben pedig 9. volt. 1967-ben a 11. leggyakrabban adott női név volt, de a 80-as évekre erősen visszaesett, csak az 55. helyen szerepelt.
Az 1990-es években az Ilona már ritka név, az Ila, Illa, Ilonka és Ilus szórványos nevek voltak, a 2000-es években nem szerepelnek a 100 leggyakoribb női név között.

## Névnapok
Ilona, Ila, Illa, Ilon, Ilonka, Ilus, Jelena, Jelina
- április 23.[2]
- július 31.[2]
- augusztus 18.[2]
- szeptember 23.[2]
- augusztus 13.

## Idegen nyelvi változatok
A magyar alakot használják a német, szlovák, cseh, finn névadásban is.

## Híres Ilonák
„Ilona” utónevű személyek szócikkeinek listája a Wikidata alapján

## Egyéb Ilonák

### Vezetéknévként
Ila, Ilka, Illa, Illó, Illócs, Ilók, Illók alakban használatos családnévként.

### A népnyelvben
- ilona a neve egyes vidékeken a szőlőt megtámadó apró kártevőnek[3]
- ilonabogár a neve a bodobácsnak vagy a katicabogárnak egyes vidékeken[3]
- ilonabéka, ilonakeszeg állatnevek[3]
- ilona a neve egy apró, zsíros húsú halnak[3]
- ilonahagyma, kékilonka néven is ismerik a májvirágként ismert boglárkafélét[3]
- Ilonka néven említik egyes helyeken a vakarcsot, ami a kenyérsütéskor a maradék, összekapart kenyértésztából sütött kenyérdarab neve.[3]

### Az irodalomban
- Több mese- vagy balladahőst neveznek Ilonának vagy a belőle származott nevek valamelyikén: Budai Ilona története, Görög Ilona és Zetelaki László története, Szép Ilona története, Ilók és az együgyű Mihók tréfás mese.
- Petőfi Sándor János vitéz című művében szerepel Iluska
- Kosztolányi Dezső is írt verset Ilona címmel.